# Kritias
Kritias (griechisch Κριτίας Kritías; * um 460 v. Chr.; † 403 v. Chr. bei Munychia) war ein athenischer Politiker, Philosoph, Schriftsteller und Dichter.

## Leben
Kritias stammte aus einer vornehmen und reichen Familie. Sein Vorfahre Dropides, der in Athen 593/592 v. Chr. eponymer Archon war, also ein Jahr lang das höchste Staatsamt ausübte, war ein Freund und Verwandter des berühmten athenischen Gesetzgebers Solon. Periktione, die Mutter des Philosophen Platon, war eine Cousine des Kritias.
Philosophisch wird Kritias den Sophisten zugeordnet. Dazu passt der Umstand, dass sich seine überlieferten philosophischen Äußerungen durch deutlichen moralischen Relativismus auszeichnen. Biographisch gehörte er aber schon zu den Sokrates-Schülern, wobei sich Sokrates nach Xenophon, der vielleicht seine eigene ursprüngliche Sympathie und Kollaboration mit den Oligarchen (s. u.) herunterspielen oder verbergen wollte, von ihm deutlich distanziert haben soll.
Nach Ende des Peloponnesischen Krieges mit der Niederlage Athens riss Kritias zusammen mit 29 weiteren Oligarchen („Rat der Dreißig“) und mit Hilfe der spartanischen Besatzer die Staatsgewalt an sich und begann, nachdem er seinen Widersacher Theramenes ausschalten konnte, mit der systematischen Ermordung politischer Gegner und der Verfolgung reicher Metöken, um deren Vermögen an sich zu bringen. Einige Autoren, insbesondere Karl Popper, glauben, dass er durch Konspiration mit dem Feind zur Niederlage seiner Heimatstadt beigetragen hat. Prominente Beispiele für die Verfolgung sind der berühmte Redenschreiber Lysias und sein Bruder Polemarchos. Auch der berühmte Athlet Autolykos, den Xenophon in seinem „Gastmahl“ beschreibt, wurde von den Dreißig umgebracht. In nur acht Monaten verloren während der Herrschaft der Oligarchen 1500 Athener gewaltsam ihr Leben. Erst der von Thrasybulos geführte Aufstand beendete die Herrschaft der Dreißig. Kritias fiel bei den Kämpfen im Gebiet des Munychia.

## Werke
Kritias verfasste eine Reihe von Werken teils in Prosa, teils in Versen, von denen nur Fragmente erhalten sind. In der Forschung seit langem umstritten ist die Frage, ob er auch Tragödien gedichtet hat. Ulrich von Wilamowitz-Moellendorff hat ihm eine Tetralogie von drei Tragödien (Tennes, Rhadamanthys und Peirithus [Peirithoos]) und einem Satyrspiel (Sisyphos) zugeschrieben. Ein erhaltenes Fragment von 42 Versen stammt nach dieser Hypothese aus dem Sisyphos des Kritias. Die Herkunft des Fragments aus einem Satyrspiel ist nicht sicher, aber wahrscheinlich. Nach heutigem Forschungsstand sind die 42 Verse allerdings eher Euripides zuzuschreiben als Kritias. Auch die Tragödien – aus dem Peirithus und dem Rhadamanthys sind Fragmente erhalten – stammen möglicherweise von Euripides.

## Literarische Figur
Kritias ist eine der Figuren, die Platon des Öfteren in seinen Dialogen auftreten lässt. In den platonischen Frühdialogen Charmides und Protagoras ist unklar, wie Platon als Autor zu seinem Onkel steht. Es ist umstritten, welcher Kritias im Timaios und dann auch im Kritias von Atlantis erzählt; es könnte auch der ältere Kritias, der Großvater gleichen Namens, gemeint sein. Ein weiterer Dialog, in dem Kritias vorkommt, ist der pseudo-platonische Eryxias. Zur Zeit der sogenannten zweiten Sophistik lobt Flavius Philostratos, in der ihm eigenen ironischen Art, Sprache und Stil des Kritias.
Seither wurde Kritias auch in zahlreichen anderen literarischen Werken porträtiert, etwa in dem populärwissenschaftlichen Roman Atom von Karl Aloys Schenzinger sowie 2008 in dem historischen Roman Mord im Garten des Sokrates von Sascha Berst.